# Oostenrijk op het Eurovisiesongfestival 2025

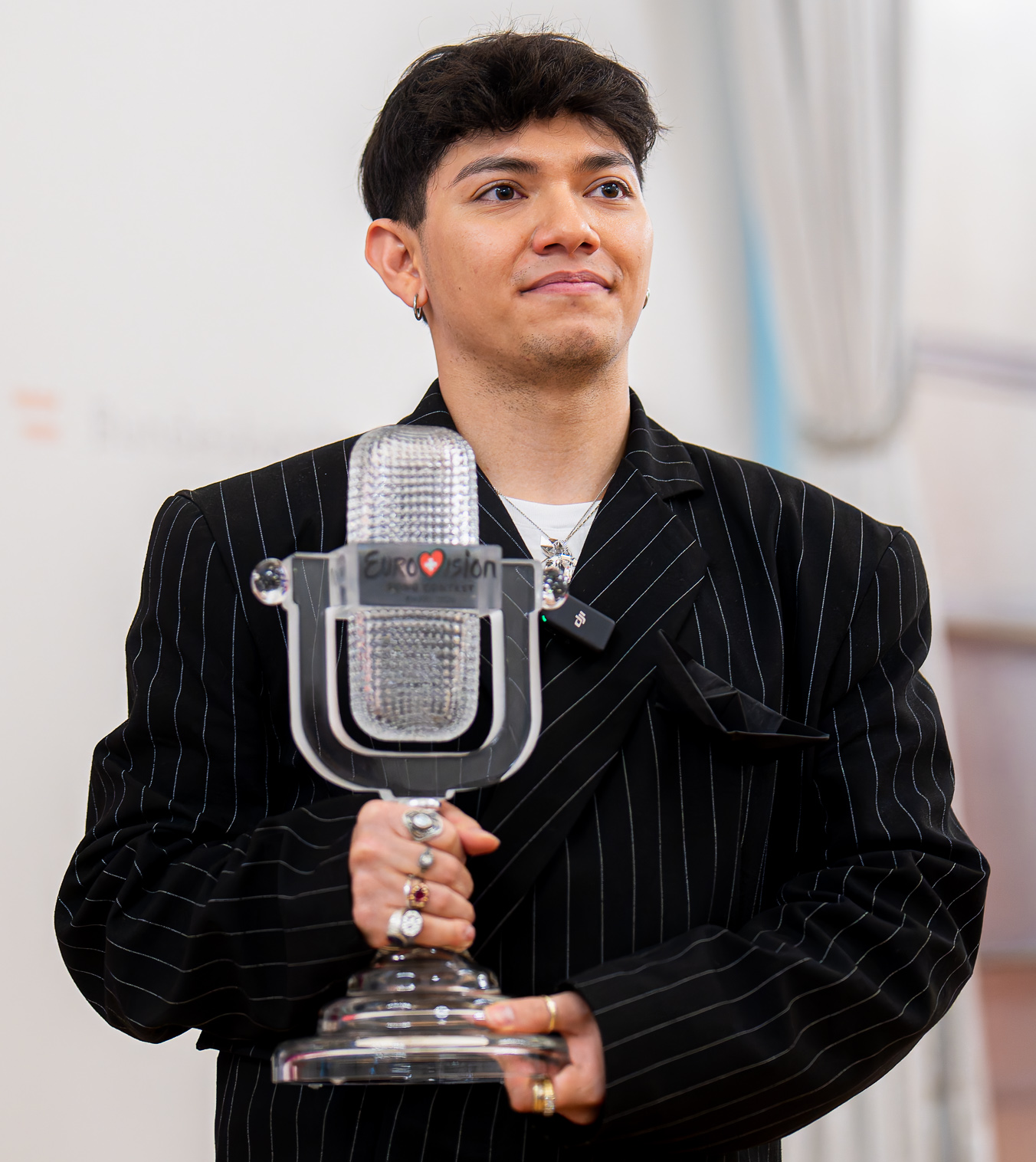
Winnaar JJ met de Eurovisietrofee

Oostenrijk won het Eurovisiesongfestival 2025 in Bazel, Zwitserland. Het was de 57ste deelname van het land aan het Eurovisiesongfestival. ORF was verantwoordelijk voor de Oostenrijkse bijdrage voor de editie van 2025.

## Selectieprocedure
De Oostenrijkse omroep ORF werkte samen met muziekspecialisten Eberhard Forcher en Peter Schreiber aan de inzending voor het Eurovisiesongfestival 2025. Alle geïnteresseerde artiesten konden hun nummers insturen tussen 3 juli 2024 en 15 september 2024. Artiesten zonder een eigen nummer mochten zich ook aanmelden, maar moesten daarbij audiomonsters of referentiemateriaal indienen. Naast deze open inschrijving werd in Wenen een songwritingcamp georganiseerd, waar verschillende artiesten en componisten samenwerkten aan potentiële inzendingen.
In oktober 2024 berichtten Oostenrijkse media dat acht nummers van zeven artiesten waren geselecteerd na een livecastingronde in de ORF-studio’s. Tot de kanshebbers behoorden onder anderen Dodo Muhrer, die in 2015 als onderdeel van The Makemakes Oostenrijk vertegenwoordigde, evenals Johannes Pietsch, Kayla Krystin, Nnoa en Philip Piller.
Op 30 januari 2025 maakte ORF in het radioprogramma Ö3-Wecker op Ö3 bekend dat Wasted Love, uitgevoerd door Johannes Pietsch onder de artiestennaam JJ, de Oostenrijkse inzending voor het Eurovisiesongfestival 2025 zou zijn. Het nummer werd mede geschreven door JJ en Teodora Špirić, die Oostenrijk in 2023 vertegenwoordigde. De keuze werd gemaakt door een jury bestaande uit dertig lokale en internationale muziek- en Eurovisie-experts, bijna dertig vertegenwoordigers van OGAE-fanclubs uit vijf landen en het ORF Eurovisie-team.
De officiële release van "Wasted Love" was in maart 2025.

## In Bazel
Oostenrijk trad aan in de tweede halve finale op 15 mei 2025. Het land plaatste zich voor de finale waar het voorhand een van de favorieten was voor de eindoverwinning. JJ zong als 9de act, na het Verenigd Koninkrijk en voor IJsland. 
JJ wist uiteindelijk de overwinning binnen te halen voor Oostenrijk, 11 jaar nadat Conchita Wurst dat deed in Kopenhagen. De vakjury's uit België, Finland, Duitsland, Ierland, Letland, Nederland, Noorwegen en Zweden gaven 12 punten aan Oostenrijk. 
1957 · 1958 · 1959 · 1960 · 1961 · 1962 · 1963 · 1964 · 1965 · 1966 · 1967 · 1968 · 1969-1970 · 1971 · 1972 · 1973-1975 · 1976 · 1977 · 1978 · 1979 · 1980 · 1981 · 1982 · 1983 · 1984 · 1985 · 1986 · 1987 · 1988 · 1989 · 1990 · 1991 · 1992 · 1993 · 1994 · 1995 · 1996 · 1997 · 1998 · 1999 · 2000 · 2001 · 2002 · 2003 · 2004 · 2005 · 2006 · 2007 · 2008-2010 · 2011 · 2012 · 2013 · 2014 · 2015 · 2016 · 2017 · 2018 · 2019 · 2020 · 2021 · 2022 · 2023 · 2024 · 2025
Albanië · Armenië · Australië · Azerbeidzjan · België · Cyprus · Denemarken · Duitsland · Estland · Finland · Frankrijk · Georgië · Griekenland · Ierland · IJsland · Israël · Italië · Kroatië · Letland · Litouwen · Luxemburg · Malta · Montenegro · Nederland · Noorwegen · Oekraïne · Oostenrijk · Polen · Portugal · San Marino · Servië · Slovenië · Spanje · Tsjechië · Verenigd Koninkrijk · Zweden · Zwitserland